# Вальский столп
Часовня-обелиск Смоленской иконы Божией Матери, более известная как Вальский столп — православная часовня в Осташкове, Тверская область, Россия. Часовня-обелиск стала называться Вальским столпом, потому что была поставлена у валов, на месте прежних городских ворот.

## История
В 1770 году по указу Екатерины второй началось преобразование Осташкова. Благоустройство города началось с уничтожения старых городских валов, считавшихся ненужными. Однако местные жители не хотели, чтобы память о защищавших город валах пропала вместе с их исчезновением. Они собрали средства и согласно разрешению тверского архиепископа Иосифа и в 1789 году поставили часовню-обелиск.
В 2000 году часовня объявлена памятником архитектуры регионального значения.
Известно также, что ранее в городе находилось ещё два подобных столпа.

## Описание
Часовня расположена у городского музея на улице Володарского.
Вальский столп представляет собою монолитный четверик, увенчанный остроконечным шпилем. Он выдержан в архитектурном стиле барокко. Столп завершён высоким барочным шпилем и некогда был украшен вставными иконами, среди которых особенно почиталась икона Богородицы Одигитрии — защитницы города. Некогда такая же икона находилась над главными крепостными проездными воротами.

## Галерея

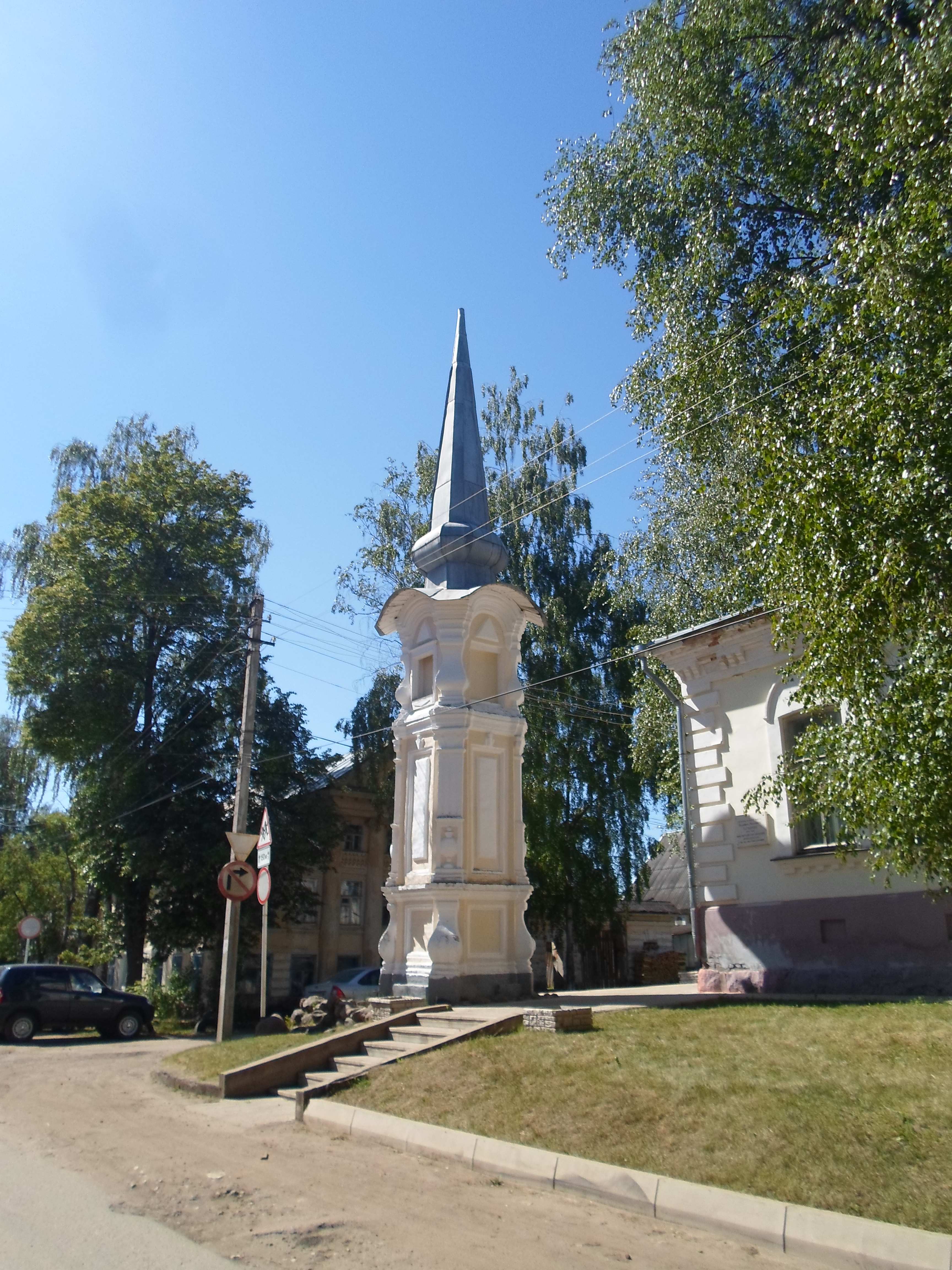
Вид издалека.
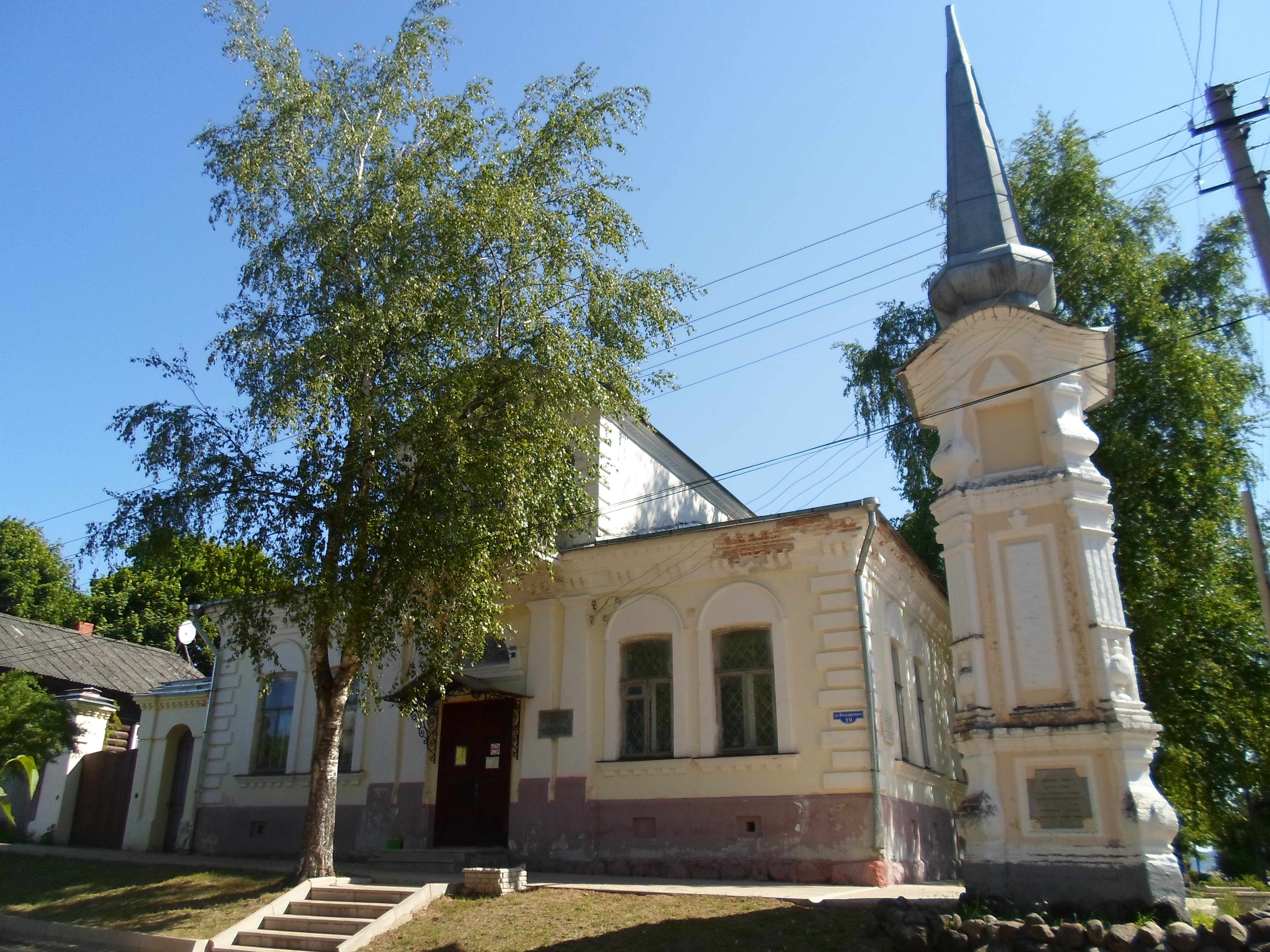
Общий вид рядом с музеем.
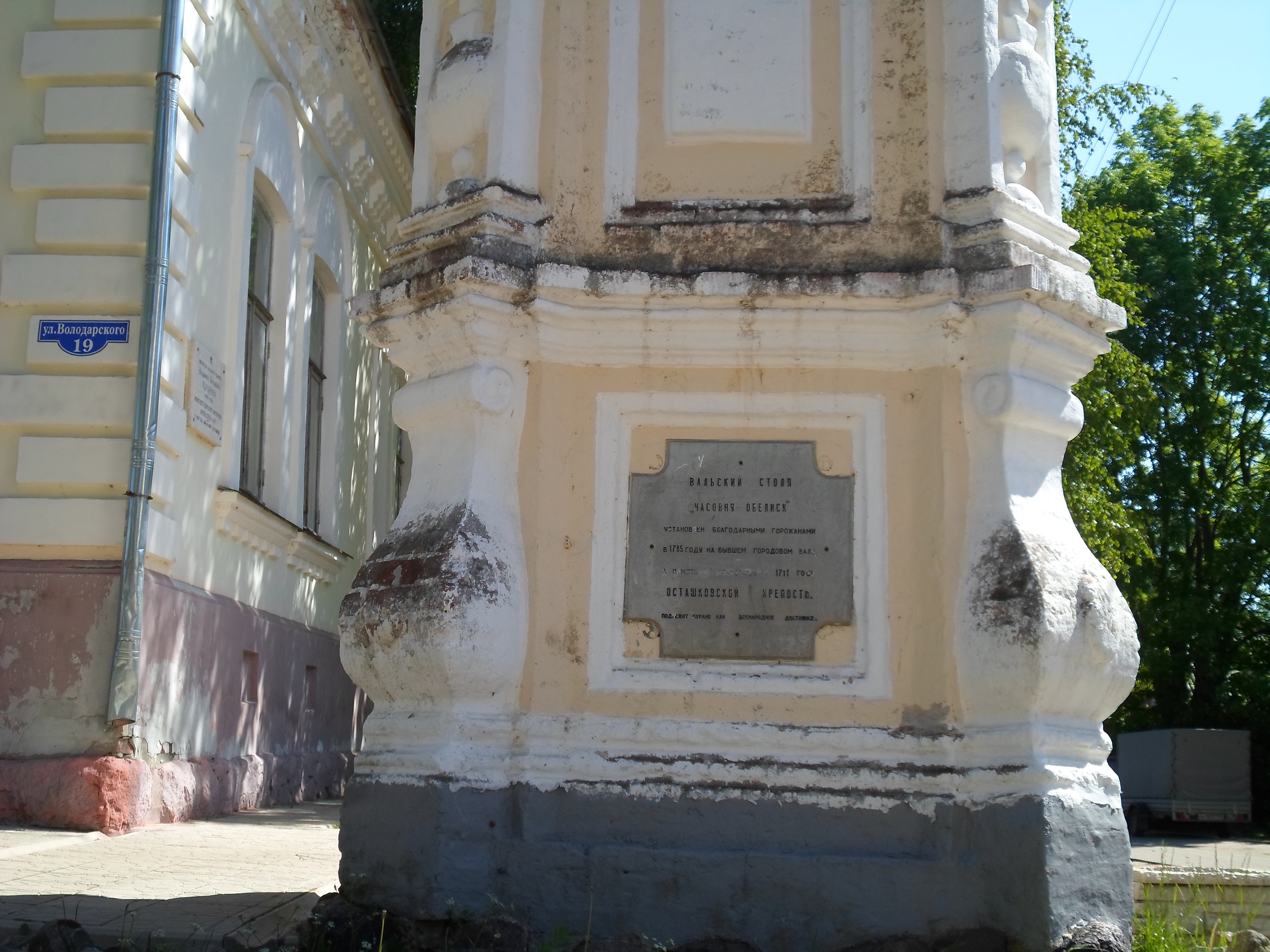
Табличка на стене часовни.